# Ma Mingxin
Ma Mingxin (en xinès tradicional: 馬明新; en (xinès) simplificat: 马明新; en pinyin: Mǎ Míngxīn; en Wade-Giles: Ma Ming-Hsin) (1719–1781) conegut com a Muhammad Amin, fou un cap musulmà sufita xinès de la meitat del segle xviii fundador de la confraria nakshbandiyya jahriyya i de l'anomenat “nou ensenyament”, moviment reformista neoortodox de l'islam xinès.

## Noms
Ma Mingxin tenia el nom àrab d'Ibrāhīm. Al retornar a la Xina d'Aràbia es va començar a fer dir 'Azīz.

## Vida
Era d'ètnia hui musulmà parlant el xinès de Gansu.
Ma Mingxin va estar 16 anys estudiant a La Meca i el Iemen. Era un deixeble d'un professor del sufisme nakshbandita anomenat Abd al-Khāliq, que era un fill de az-Zayn ibn Muhammad Abd al-Baqī al-Mizjaji (1643/44-1725), originalment de Mizjaja prop de Zabid, al Iemen. Az-Zayn, al seu torn, havia estudiat a Medina sota el famós místic kurd Ibrahīm ibn Hasan al-Kūrānī (1616-1690), que era conegut per defensar la vocal dhikr (invocació del nom de Déu) en comptes del silenci.
Després de retornar a la Xina el 1761, Ma Mingxin va fundar la Jahriyya menhuan (ordre) (马明心, Zhéhérĕnyē) - el segon ordre dels nakshbandites a la Xina després del khufiyya de Ma Laichi. En oposició al Khufiyya Sufis "silenciós", i després de l'ensenyament d'al-Kurani, els partidaris Jahriyya defensaven la vocal dhikr, com que es reflecteix en el nom de la seva escola (de l'àrab jahr, "en veu alta"). Ma Mingxin també s'oposava a l'èmfasi que els membres de la Khufiyya posaven de la veneració dels sants, construcció de mesquites grandioses i decorades elaboradament, i l'enriquiment de líders religiosos a compte dels seus partidaris.
Als primers anys de la dècada de 1780, la Jahriyya de Ma Mingxin s'havia estès sobre molta part de la llavors província de Gansu (que a l'època també incloïa el Qinghai i Ningxia) d'avui, com abans havia fet la Khufiyya menhuan de Ma Laichi. Arguments teològics entre els membres del dos menhuans, així com la petició de les ordres a contribucions dels membres, en un fons de mala gestió governamental dels impostos provincials, sovint ocasionava conflictes violents i litigis.
El conflicte creixent entre els partidaris dels dos moviments finalment va atreure l'atenció del govern imperial manxú el 1781. El centre aparent del conflicte a l'època era en la comunitat ètnica dels salars al comtat de Xunhua (a la moderna província de Qinghai, just cap a l'oest de la prefectura de Linxi (al modern Gansu). Considerant la Jahriyya (anomenada pel govern L'Ensenyament Nou, en oposició a l'"Ensenyament Vell", és a dir el Khufiyya, i el no-Sufi (gedimu musulmans) subversiu, les autoritats van fer arrestar a Ma Mingxin tot i que no estava personalment en cap lloc a la regió de Xunhua en aquell moment.
Mentre que Ma Mingxin fou retingut a Lanzhou, una expedició governamental enviada a Xunhua per tenir cura dels negocis de la Jahriyya era destruïda pel salars Jahriyya, que llavors van passar a l'altre costat del que avui és la prefectura de Linxia i fins als murs de Lanzhou. Quan els oficials assetjats portaren a Ma Mingxin, que estava encadenat, a la muralla de la ciutat, per mostrar-lo als rebels, el salars immediatament mostraren respecte i dedicació al seu líder empresonat. Els oficials espantats van retirar a Ma dels murs i el van decapitar de seguida.
La vídua de Ma Mingxin, el cognom de la qual era Zhang, i les seves filles, es van exiliar a Xinjiang.

## Llegat
La mort de Ma Mingxin no va aturar els conflictes de la comunitat musulmana de la Xina amb els xinesos, o aquells entre els musulmans i el govern. Tres anys després de la mort de Ma Mingxin, el seu seguidor Tian Wu començava una rebel·lió contra el govern imperial; després de la seva derrota, les autoritats romanien expectants contra l'extensió dels ensenyaments Jahriyya "subversius".
El cinquè descendent de generació de Ma Mingxin i el llavors líder de Jahriyya, Ma Hualong, fou un dels líders principals de la gran rebel·lió musulmana hui a Ningxia, Shaanxi, i Gansu durant els anys 1860.
L'ordre Jahriyya continua fins al dia d'avui, fins i tot si és de manera encoberta. En el record de Ma Mingxin, la barba del qual era cisallada per soldats governamentals abans de la seva execució, molts membres Jahriyya s'afaiten els costats de les seves barbes.
El 1985, més de 20.000 hui o musulmans xinesos es reuniren al lloc de la tomba original (destruït) de Ma Mingxin prop de Lanzhou per a una cerimònia de commemoració. La tomba s'ha reconstruït de llavors ençà.
Ma Shaowu fou la quarta generació de descendents de Ma Mingxin i el seu oncle Ma Yuanzhang era també un descendent, com ho era un altre oncle de Ma Shaowu de nom Ma Shenglin. El fill de Ma Shaowu, de nom Ma Cho-ya, fou el descendent en cinquena generació i actualment viu a Ürümchi o Ürümchi.